# Лучкович Михайло
Лучкович Михайло (англ. Michael Luchkovich; нар. 13 листопада 1892, Шемокін, Пенсільванія, США — пом. 21 квітня 1973, Едмонтон, Канада) — канадський письменник, перекладач, громадський діяч та політик українського походження. Був першим членом парламенту Канади з українським корінням.

## Ранні роки
Народився 13 листопада 1892 року у місті Шемокін (Пенсільванія). 1907 року переїхав з родиною до Канади. Закінчив середню школу у Вінніпезі, здобув ступінь бакалавра в Манітобському університеті, а магістра — в Альбертському за спеціальністю політологія. Працював у школах Альберти.

## Політична кар'єра
1926 року був обраний до Палати громад Парламенту канади на виборчому окрузі Вегревілл від партії «Об'єднаних фермерів Альберти». Це дозволило йому стати першим канадцем українського походження, який обирався до парламенту. Незважаючи на те, що був обраний від одного виборчого округу, він став спікером та представником всієї української громади Канади. Активно боровся з проявами дискримінації щодо українців.
1930 року був переобраний на другий термін, перемігши кандидата від Ліберальної партії Чарльза Гордена. 1932 року став співзасновником соціал-демократичної партії «Кооперативна федерація співдружності». 1935 року, як її представник, програв чергові вибори Вільяму Гейгерсту, кандидату від консервативно-популістичної партії «Соціальний кредит».

## Творчість
Автор статей, рецензій, перекладів. Перекладав твори українських письменників англійською мовою, редагував англомовні видання: «Антологія українських оповідань», «Український піонер в Альберті». Написав дві автобіографічні праці: «Україно-канадець у Парламенті» (A Ukrainian Canadian in Parliament. Toronto: Ukrainian Canadian Research Foundation, 1965. 128 p.) та «Мої спогади» (My memoirs, 1892—1962. s.l . : s.n., 1963?. 204 leaves.).

## Пам'ять
Нагороджений Шевченківською медаллю. Грант для кар'єрного зростання, який видається в Канаді тричі на рік, названий на його честь.
1986 року заснована нагорода За зразкову державну службу імені Михайла Лучковича. Видається парламентарям Альберти українського походження.
Помер Лучкович 21 квітня 1973 року в Едмонтоні.